# Caracal caracal limpopoensis
Caracal caracal limpopoensis es una subespecie de mamíferos carnívoros de la familia Felidae que habita en el norte del Transvaal y Botsuana.